# Campodenno
Campodenno (Nones: Campdadén oder nur Camp) ist eine italienische Gemeinde (comune) mit 1512 Einwohnern (Stand 31. Dezember 2023) in der Provinz Trient, Region Trentino-Südtirol.

## Etymologie
Der Name wurde erstmals 1309 als Campo d’Enno im Sinne von Feld von Denno (Campo di Denno) urkundlich erwähnt. Die Abhängigkeit von Denno wird auch daraus ersichtlich, dass die Pfarre Campodenno von der Pieve in Denno abhing. Das deutsche Exonym lautet St. Michael oder Cámpden.

## Geographie
Die Gemeinde liegt etwa 21,5 Kilometer nordnordwestlich von Trient im unteren Nonstal an der orographisch rechten Seite des Noce. Abgesehen vom Hauptort Campodenno umfasst die Gemeinde noch die Fraktionen Cressino, Dercolo,  Ischia, Lover, Maso Bolner, Maso Sant’Angelo, Quetta, Segonzone und Termon.

## Geschichte
Campodenno war bis 1928 eine eigene Gemeinde und wurde im Zuge der 1927 beschlossenen faschistischen Gemeindereform, nach der Gemeinden unter 2000 Einwohnern eingemeindet werden sollten, der Gemeinde Denno angeschlossen. 1952 wurde die Eingemeindung wieder rückgängig gemacht, nachdem die Einwohner der ebenfalls nach Denno eingemeindeten Orte Dercolo, Lover, Quetta und Termon sich für den Zusammenschluss mit der Gemeinde Campodenno stimmten.

## Sehenswürdigkeiten
Castel Belasi, im Jahr 2000 von der Gemeinde übernommen und restauriert. Zu besichtigen von August bis Oktober (Panoramablick auf das Nonstal und die umliegenden Burgen und Schlösser Belfort, Castel Sporo, Castel Thun, Castel Nanno und Castel Valer)

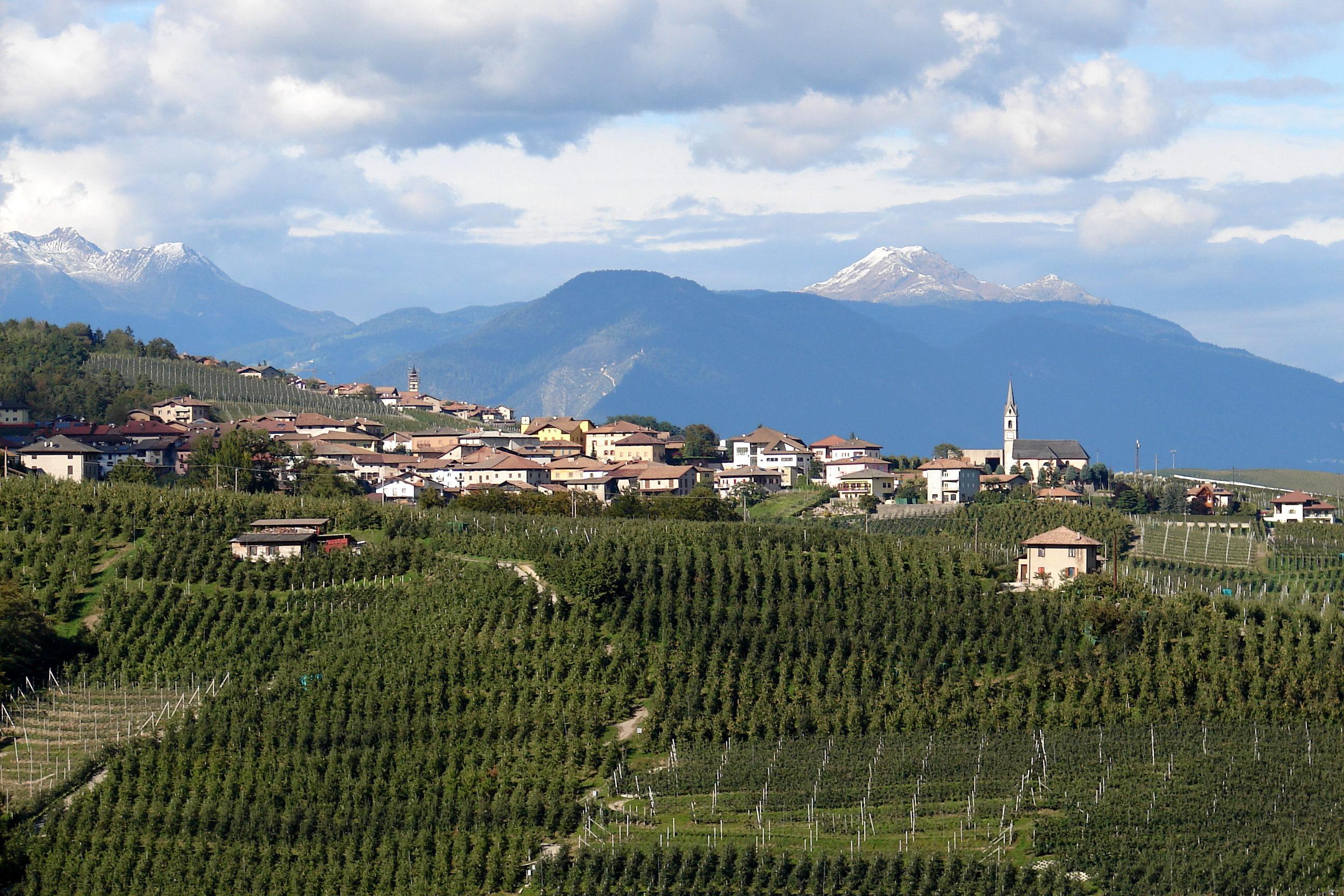
Campodenno
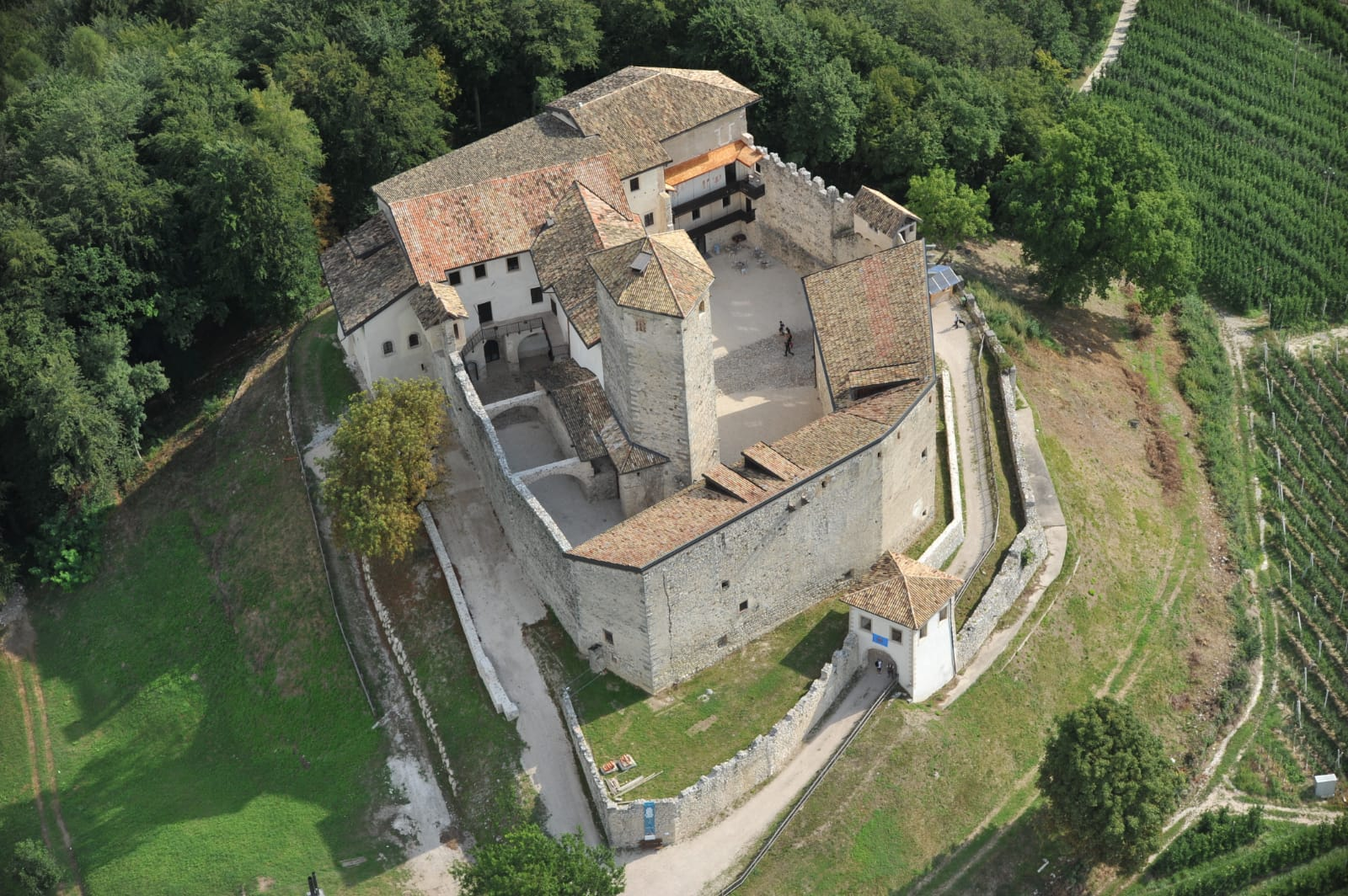
Castel Belasi im Ortsteil Segonzone
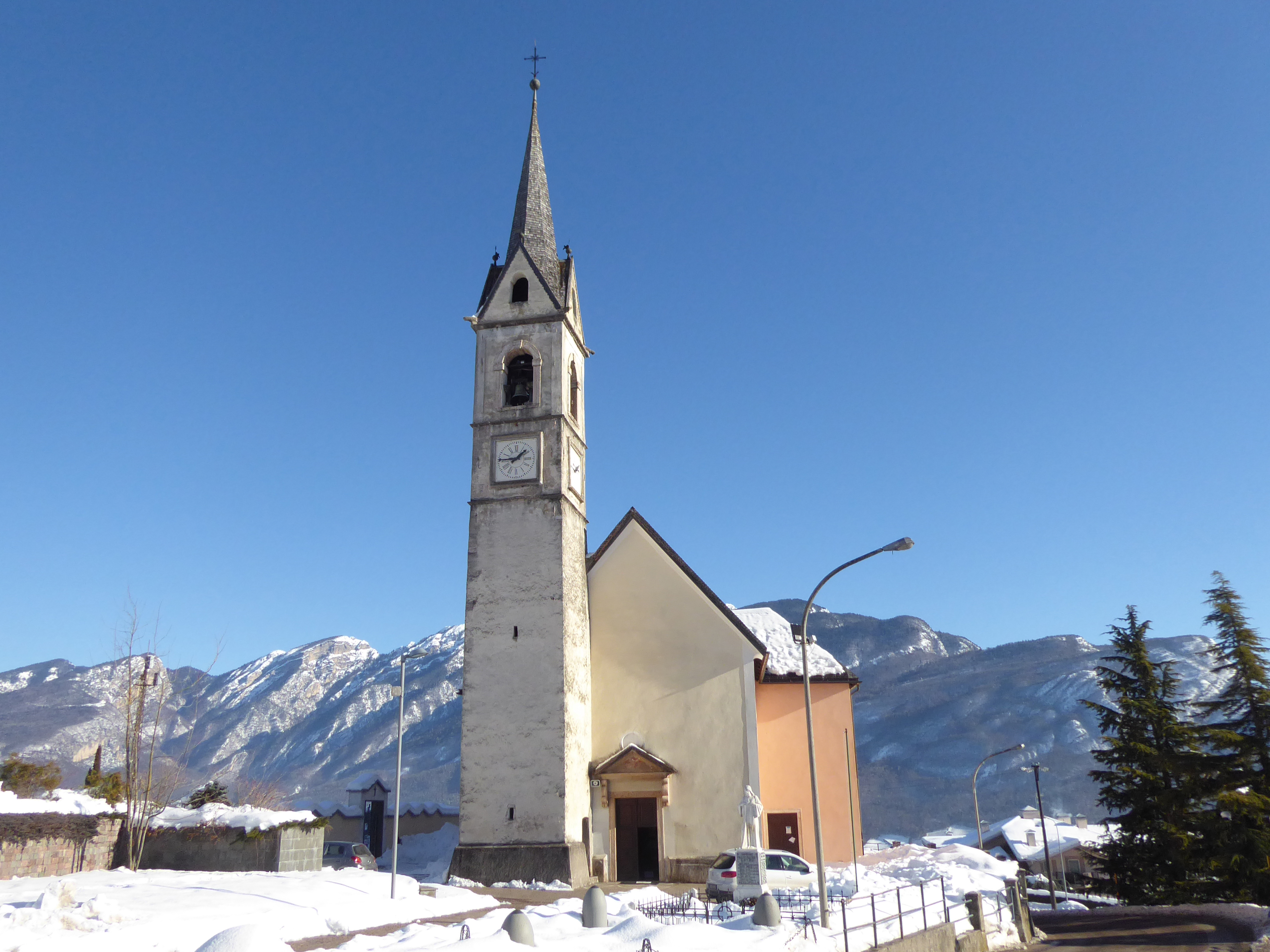
Pfarrkirche Santi Maurizio e Compagni
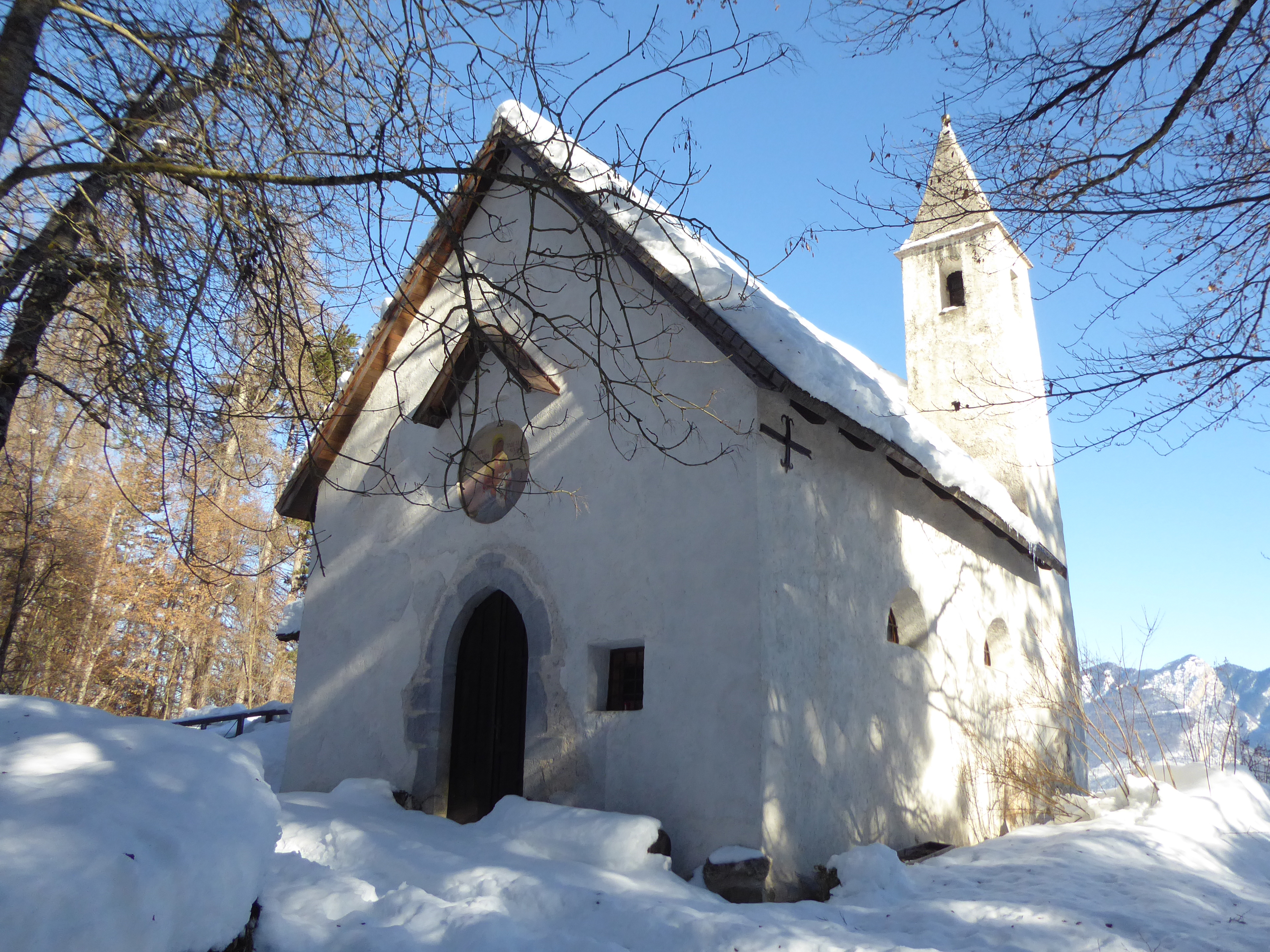
San Pancrazio

## Verkehr
Durch das Gemeindegebiet führt die Strada Statale 43 della Val di Non von Cis nach San Michele all’Adige.